# Damien Letulle
 (novembre 2012).
Si vous disposez d'ouvrages ou d'articles de référence ou si vous connaissez des sites web de qualité traitant du thème abordé ici, merci de compléter l'article en donnant les références utiles à sa vérifiabilité et en les liant à la section « Notes et références ».
Damien Letulle, né le 3 avril 1973 à Bayeux, est un consultant sportif, ancien champion de tir à l'arc.
Victime d'un accident grave en 1997, il réussit à participer aux Jeux paralympiques de Paris en août  2024.

## Activités extra-sportives
Il travaille comme agent de radioprotection pour Areva (environnement nucléaire) de 1993 à 1995.
Après avoir commencé son brevet d’État, à l’INSEP, il réussit le concours de police en 1997 mais à la suite de son accident il ne pourra intégrer l’école de formation.
Depuis 2000, il est président du club du tir à l’arc de l’OHS (Octeville Hague Sports) à Cherbourg-Octeville.
Membre du comité directeur de la Ligue de Normandie, il est aussi membre du comité directeur de la Fédération française de tir à l'arc, et y intervient au sein de la commission informatique et développement.
En 2000, il fonde un portail internet de sport : www.placedusport.com.
En 2006, il fonde un cabinet de consultants du sport Sportis.

## Famille
- Père : Gilbert (décédé) était ajusteur à la Cogema, ainsi que dirigeant et footballeur au sein de l’OHS Cherbourg-Octeville.
- Mère : Janine, professeur à la retraite, s’investit actuellement dans le monde associatif au sein de plusieurs associations.
- Sœurs : Fabienne et Sylvie.
- Fils: Killian, Kenzo

## Palmarès
- 1995
  -  par équipe au Grand Prix de France avec Sebastien Flute et Lionel Torres à Montélimar
  - 98e aux championnats du Monde à Jakarta
  - 3e au classement national de Tir olympique
  - 1er au classement national en salle
  -   Recordman de France à vie sur match de 12 flèches à 18 m (120 sur 120)

- 1996
  -  Recordman du monde par équipe au Grand Prix des Nations Allemagne, avec Sebastien Flute et Lionel Torres;
  - 32e de finaliste aux Jeux Olympiques d’Atlanta et 9e par équipes avec Lionel Torres et Sebastien Flute;
  -  Médaille de bronze aux championnats d’Europe en individuel à Kranjska Gora en Slovénie
  -  Médaille de bronze aux championnats d’Europe par équipe avec Sebastien Flute et Lionel Torres à Kranjska Gora en Slovénie
  -  Médaille d'argent par équipe du Grand prix des Nations en Allemagne
  -  Médaille d'argent aux de France FITA (Tir olympique)
  -  Champion de France Fédéral
  - 26e au classement mondial

- 1997
  -  Champion de France FITA (Tir olympique)
  - 39e au classement mondial
  - 5e des championnats du monde de tir Olympique

## Carrière

### Ses débuts
Si Damien fut parmi les meilleurs de sa génération au tir à l’arc, c’est grâce à un carreau cassé lors de sa petite enfance. Il aimait en effet fabriquer, pour son plaisir, des flèches et des arcs, à partir de branches de noisetier et un jour par « chance », il cassa un carreau chez lui. Sa mère, qui en avait assez des bêtises de son fils, décida, alors, d’inscrire Damien dans un club et c’est comme ça, qu’il fera ses débuts à l’OHS de Cherbourg en Cotentin.

### La compétition
En 1995, il participe à ses premiers championnats du monde en Indonésie à Djakarta ; il se classe à la 98e place. Par ailleurs, il remporte par équipe le Grand prix de France à Montélimar. 1er au classement national en salle, puis 3e au classement national de tir olympique, il devient aussi recordman de France (à vie) sur un match à 12 flèches sur la distance de 18 mètres avec le score parfait de 120 sur 120.
En 1996, il continue sur sa lancée et remporte d’autres titres, notamment un record du monde par équipe lors du Grand prix des Nations en Allemagne avec Sébastien Flute et Lionel Torres. Médaillé de bronze en individuel et par équipe aux championnats d’Europe en Slovénie, il se hisse à la 26e place au niveau mondial. Ces performances et ces résultats lui valent sa présélection aux Jeux Olympiques d'Atlanta.
Il bénéficie à partir de ce moment-là d’une préparation particulière avec sept autres archers. Ils s’entraînent durement, alternant stages et compétitions. À l’issue, de cette présélection, trois athlètes sont retenus dont Damien. « J’ai gardé un très bon souvenir de cette préparation même si parfois c’était vraiment difficile ».
Damien est déçu par sa prestation aux JO, il se sent même frustré « nous ne passions que dans les quatre  derniers jours, c’était très difficile de garder sa concentration. Nous n’avons pas pu vivre et profiter pleinement des bons moments car nous attendions de concourir ».
Sorti 26e des qualifications et donc 1er Français, il affronte dès les 32e de finale, l’Italien Andrea Parenti, qui le bat de quelques points. La déception est d’autant plus importante que les résultats par équipes sur lesquels se portaient les meilleurs espoirs de médaille française sont anéantis lors des huitièmes de finale d’un tout petit point par l’inattendue équipe de Finlande. Les Français termineront 9e.
Damien avoue ne pas avoir été totalement présent lors de son match pendant ces Jeux. Toutefois, la course à la sélection olympique reste encore pour lui le meilleur souvenir. « Avec le temps, on constate, que ces Jeux étaient particuliers. Tout était fait pour en mettre plein les yeux, on respirait « les JO business » alors qu’en fait, rien n’était fait pour les principaux acteurs, nous les athlètes ».
Une fois rentré en France, Damien choisit d’anticiper sur sa reconversion en préparant le concours pour intégrer l’école de police. Il poursuit par ailleurs sa carrière de sportif de haut niveau. En 1997, il devient champion de France de tir olympique à Pontoise et se classe 35e aux championnats du monde à Victoria.

### Une fin de carrière brutale
Le 7 novembre 1997, à l’INSEP, tout bascule pour lui : une chute met prématurément fin à sa carrière de sportif et à sa carrière professionnelle. 
Devenu tétraplégique, Damien fait preuve de courage et de volonté. Grâce à son tempérament de battant, il use de sa force pour se battre mais sur d'autres terrains.

### Sa reconversion
Aujourd’hui, Damien a plus que jamais une volonté de fer, et s’investit dans le milieu qui a toujours été le sien, le milieu du sport.
Grâce à son expérience, il aide certains athlètes à se hisser au meilleur niveau, tout en leur livrant les clés du système et en essayant de réduire leur marge de manœuvre quant à la complexité administrative du sport de haut niveau. « Si je n’ai plus l’envie de pratiquer, ma motivation est maintenant orientée vers l’organisation et le développement du sport » En 2010, il distribue pour la France et l'Europe des aides techniques pour faciliter les relations sexuelles des personnes handicapées.